# La Belle (Misuri)
La Belle es una ciudad ubicada en el condado de Lewis en el estado estadounidense de Misuri. En el Censo de 2010 tenía una población de 660 habitantes y una densidad poblacional de 373,1 personas por km².

## Geografía
La Belle se encuentra ubicada en las coordenadas 40°6′58″N 91°54′55″O / 40.11611, -91.91528. Según la Oficina del Censo de los Estados Unidos, La Belle tiene una superficie total de 1.77 km², de la cual 1.76 km² corresponden a tierra firme y (0.44%) 0.01 km² es agua.

## Demografía
Según el censo de 2010, había 660 personas residiendo en La Belle. La densidad de población era de 373,1 hab./km². De los 660 habitantes, La Belle estaba compuesto por el 92.88% blancos, el 5.61% eran afroamericanos, el 0% eran amerindios, el 0% eran asiáticos, el 0% eran isleños del Pacífico, el 0% eran de otras razas y el 1.52% pertenecían a dos o más razas. Del total de la población el 2.12% eran hispanos o latinos de cualquier raza.